# Taiz
Taiz (též Ta'izz, arabsky تَعِزّ‎) je město v jihozápadním Jemenu. Leží v Jemenské vysočině, poblíž přístavu Mocha u Rudého moře. K roku 2014 mělo město přes 2,6 milionu obyvatel.
Kvůli probíhajícímu taizskému tažení v rámci jemenské občanské války je Taiz bojištěm. Ačkoli bylo město dříve známo jako „kulturní centrum Jemenu“, začalo se mu přezdívat „město odstřelovačů“.

## Historie

### Středověk

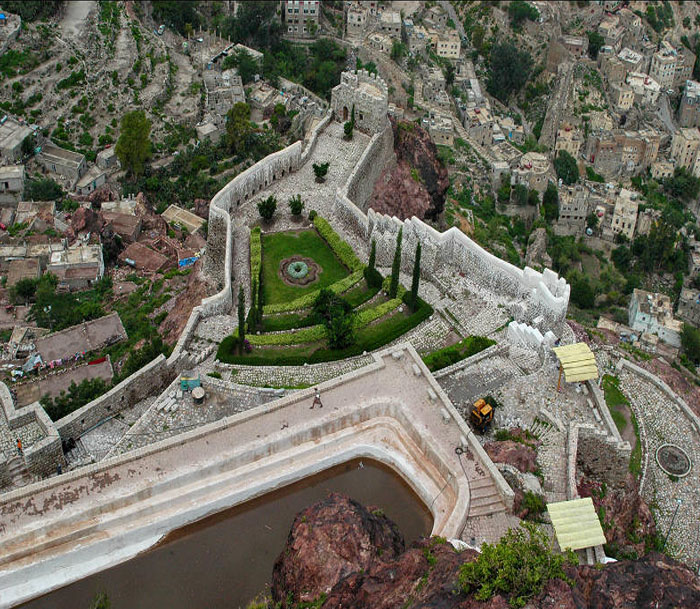
Zahrada v citadele

Turanshah, starší bratr Saladina, roku 1173 dobyl Jemen a stal se vládcem Taizu. Na vrchu nad starým centrem města nechal postavit citadelu; v roce 1175 udělal z Taizu hlavní město a připojil ho k ostatním oblastem ovládaným dynastií Ajjúbovců.
Roku 1229 Ajjúbovci Jemen opustili, nahradili je Rasúlovci. V pořadí druhý král z této dynastie udělal z Taizu druhé hlavní město po Zabidu. Roku 1332 navštívil Taiz Abú Abdallah ibn Battúta, významný arabský cestovatel, učenec a kartograf. Označil ho za „jedno z největších a nejhezčích měst Jemenu“.
V roce 1500 se hlavním městem Jemenu stalo definitivně Saná. Od roku 1516 byl Taiz pod nadvládou Osmanské říše.

### 20. století
Těsně před koncem první světové války vzniklo Jemenské království, které vyhlásilo nezávislost na Osmanské říši, Osmané tak Taiz ztratili.
Do roku 1948 byl celý Taiz obehnaný historickými hradbami; až panovník Ahmad bin Yahya z něj udělal druhé hlavní město, což umožnilo jeho expanzi. V roce 1962 přesídlila státní správa zpět do Saná.

### Jemenské povstání a válka
V důsledku jemenských protestů probíhal v Taizu vojenský konflikt, který vyústil v obsazení města protivládními jednotkami a vyhnáním prezidenta Abdalláha Sáliha.
V březnu roku 2015, za probíhající občanské války, obsadili Taiz přívrženci exprezidenta Sáliha a jednotky Hútíů; stalo se tak v návaznosti na úspěšné obsazení hlavního města Saná z února téhož roku. Město se stalo dějištěm konfliktu mezi Hútíi a přívrženci Abd Rabú Mansúra Hádího. Taiz byl v podstatě obléhán, OSN varovala před extrémním hladomorem, pokud budou boje pokračovat. V srpnu 2015 informoval premiér Muhammad Muqbil Al-Himyari o hútíiských útocích na civilní obyvatelstvo; veřejně vystoupil na televizní stanici Suhail TV, kde žádal o pomoc.
Konflikt z roku 2015 přerostl ve vojenské tažení s cílem obsadit toto strategicky významné město. Navzdory příměřím a výměnám zajatců konflikt pokračuje; město bylo označeno za „nestálou frontu“. Frontová linie vede ze západu a rozděluje Taiz na dvě poloviny. Komunikace jsou zablokované; původně pětiminutové cesty vedoucí přes frontu trvají až pět hodin.

## Přírodní podmínky

### Podnebí
Taiz leží v oblasti horkého, semiaridní klimatu. Nejvyšší denní teplota dosahuje v srpnu až 32,5 °C. Ročně v městě naprší přibližně 600 milimetrů srážek, na hoře Jabal Sabir na jihu města je srážek více.
| Taiz – podnebí                                                              | Taiz – podnebí | Taiz – podnebí | Taiz – podnebí | Taiz – podnebí | Taiz – podnebí | Taiz – podnebí | Taiz – podnebí | Taiz – podnebí | Taiz – podnebí | Taiz – podnebí | Taiz – podnebí | Taiz – podnebí | Taiz – podnebí |
| Období                                                                      | leden          | únor           | březen         | duben          | květen         | červen         | červenec       | srpen          | září           | říjen          | listopad       | prosinec       | rok            |
| --------------------------------------------------------------------------- | -------------- | -------------- | -------------- | -------------- | -------------- | -------------- | -------------- | -------------- | -------------- | -------------- | -------------- | -------------- | -------------- |
| Nejvyšší teplota [°C]                                                       | 24,3           | 26,4           | 27,9           | 28,3           | 29,0           | 31,3           | 32,5           | 31,7           | 31,3           | 31,1           | 27,6           | 26,1           | 29,0           |
| Průměrná teplota [°C]                                                       | 17,7           | 19,9           | 22,1           | 23,6           | 24,3           | 25,6           | 26,4           | 25,4           | 24,6           | 24,0           | 21,7           | 20,0           | 22,9           |
| Nejnižší teplota [°C]                                                       | 11,1           | 13,3           | 16,3           | 18,8           | 19,5           | 19,9           | 20,2           | 19,1           | 17,8           | 16,9           | 15,7           | 13,9           | 16,9           |
| Průměrné srážky [mm]                                                        | 9              | 12             | 37             | 68             | 89             | 73             | 60             | 89             | 110            | 91             | 17             | 5              | 660            |
| Zdroj 1: Hydrological Sciences Zdroj 2: Journal of Environmental Protection |                |                |                |                |                |                |                |                |                |                |                |                |                |

## Památky

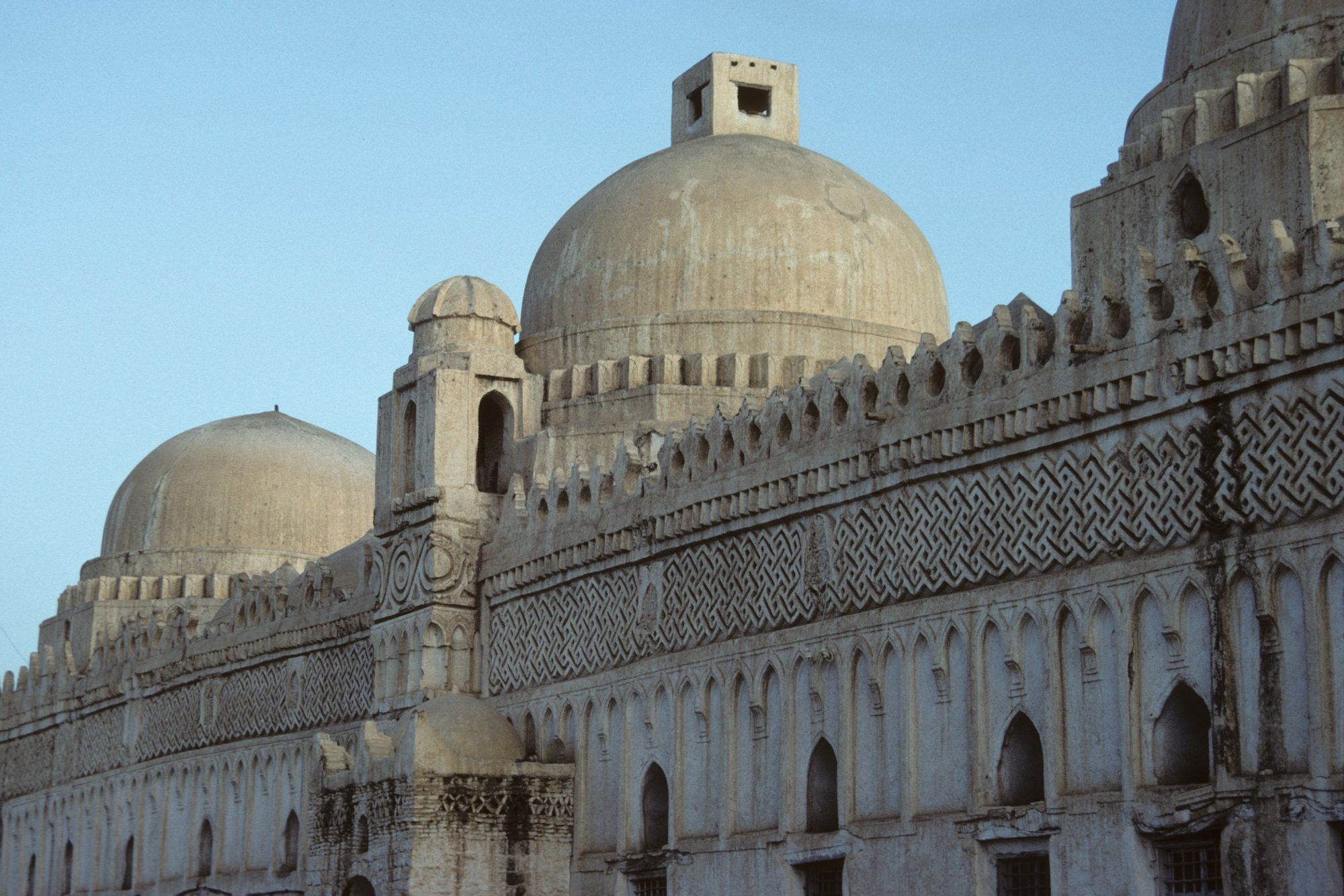
Mešita Mudhaffar

Město má mnoho starých čtvrtí; stavby jsou většinou z cihel – staré domy z hnědých, mešity většinou z bílých. Nejznámější jsou mešity Ashrafiya, Muctabiya a Mudhaffar. Důležitou památkou jsou citadela a palác, tyčící se 450 m nad městem na výčnělku hory. Výhled na Taiz se nabízí rovněž z jedné z nejznámějších hor Jemenu – téměř 3 000 m vysoké Jabal Sabir, ležící na jihu města.

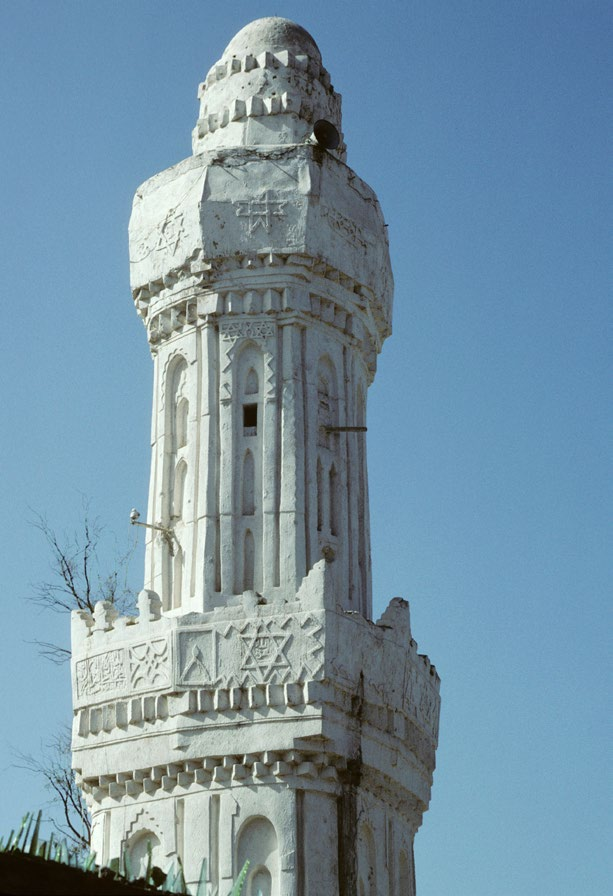
Mešita Al-Muttabia

## Hospodářství
Hornaté město Taiz bylo v minulosti známé jako producent kávy; na počátku 20. století byla káva z Taizu považována za jednu z nejlepších v regionu. Káva zůstává důležitým artiklem dodnes, ale v okolí města se kromě ní pěstuje mnoho dalších plodin (mango, citrusové plody, banány, cibule či kata). Taiz je rovněž proslulý. výrobou sýra. Sýr se vyrábí zejména na venkově, známé jsou oblasti Araf, Awshaqh, Akhuz, Bargah, Barah, Jumah, Mukyas, Suayra, Kamb a Hajda, ze kterých se sýr dováží na trhy al-Bab al-Kabeer a Bab Musa.
K důležitým průmyslovým odvětvím města patří tkaní bavlny, koželužství a výroba šperků.

## Doprava
Taiz je se zbytkem země propojen zejména silničně. Ve městě se rovněž nachází mezinárodní letiště.
K roku 2020 ovládá všechny přístupové cesty do města kromě jediné povstalecká skupina Hútíů.